# Sokolîne, Bahciîsarai
Sokolîne (în ucraineană Соколине) este un sat în comuna Holubînka din raionul Bahciîsarai, Republica Autonomă Crimeea, Ucraina.

## Demografie
Componența lingvistică a localității Sokolîne
     Rusă (62,39%)
     Tătară crimeeană (22,64%)
     Ucraineană (10,74%)
     Alte limbi (1,14%)
Conform recensământului din 2001, majoritatea populației localității Sokolîne era vorbitoare de rusă (62,39%), existând în minoritate și vorbitori de tătară crimeeană (22,64%) și ucraineană (10,74%).